# Zuzana Čížková
Zuzana Čížková (n. 10 decembrie 1982, Praga, Cehoslovacia) este o sculptoare și pictoriță cehă.

## Biografie

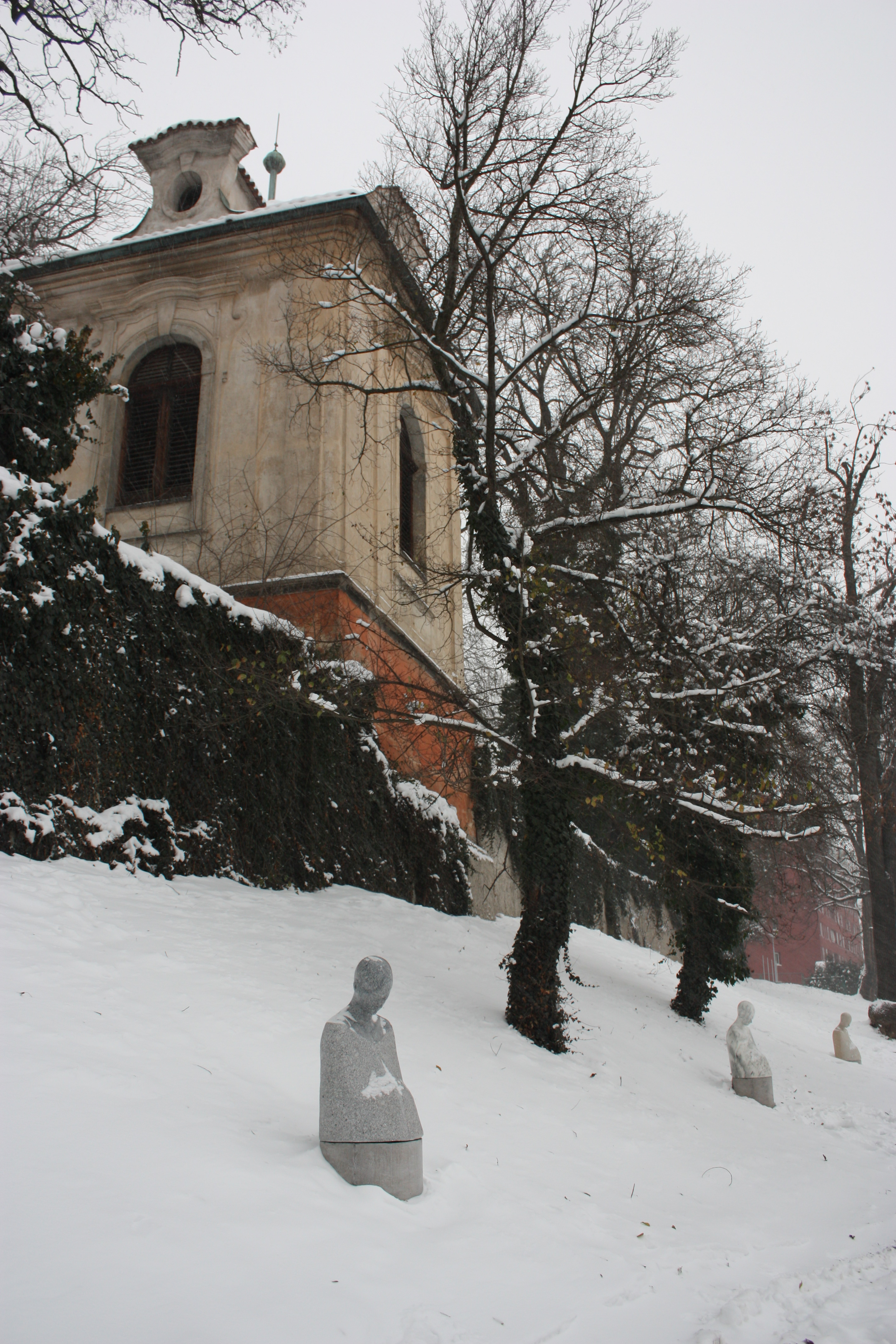
Secretul Madonei - trei sculpturi în piatră aflate în Praga-Prosek

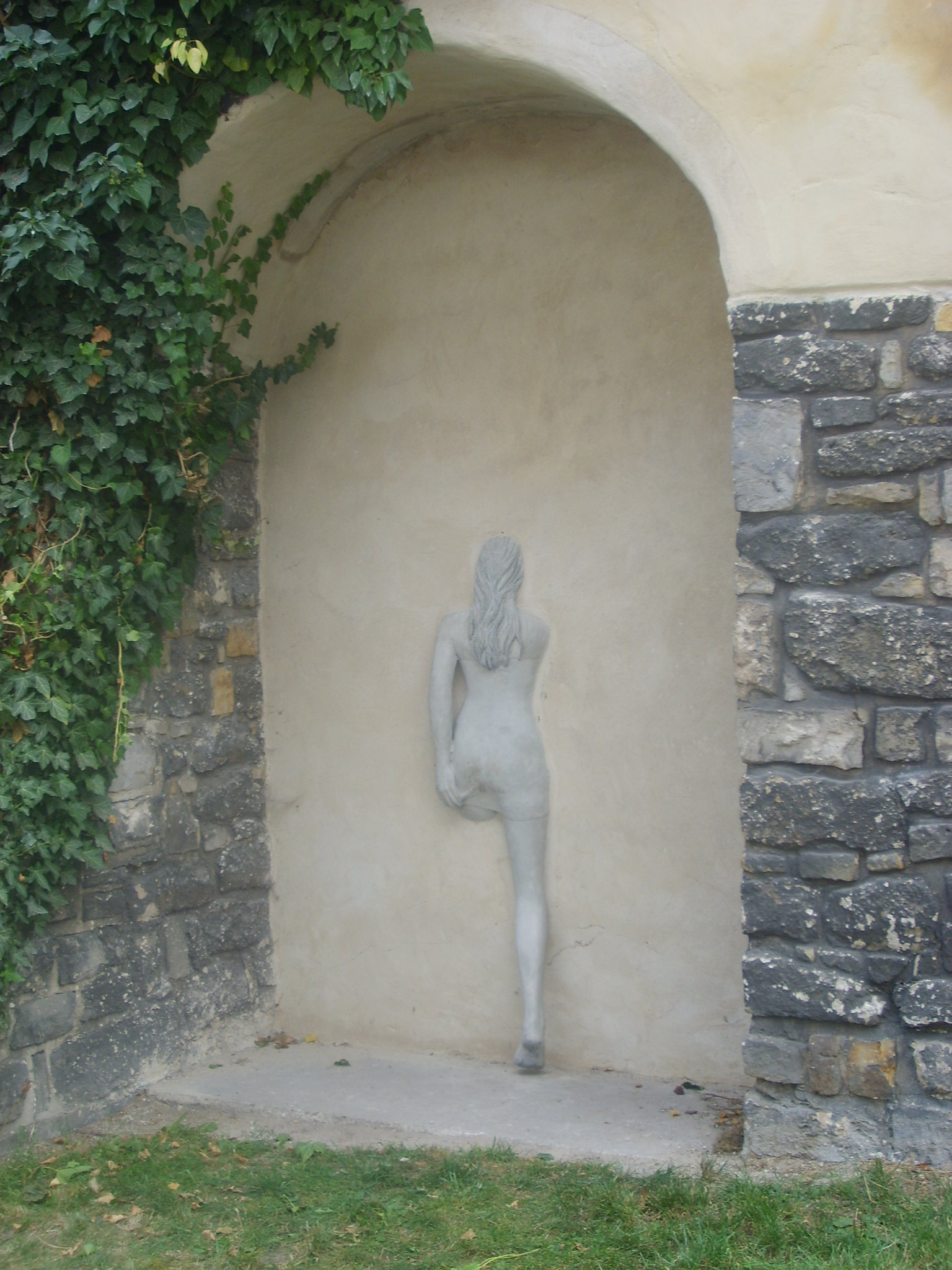
Amanta împăratului Rudolf al II-lea – beton, Brandýs nad Labem

Cu toate că s-a născut la Praga, Cehoslovacia, Zuzana Čížková a crescut în Brandýs nad Labem. În copilărie, a fost inspirată de bunicul ei, care era restaurator de artă.
A studiat la Liceul de Sculptură și Tăierea pietrei din Hořice⁠(d). Apoi și-a continuat studiile la Academia de Artă, Arhitectură și Design din Praga, departamentul de Arte Frumoase, la atelierul de sculptură condus de profesorul Kurt Gebauer. Din 2010, a trăit și a lucrat în Dobřichovice.
În perioada și la scurt timp după studiile liceale, Zuzana Čížková s-a specializat în tehnologii și materiale tradiționale (piatră și gips). Mai târziu, ea a început să experimenteze cu materiale pe care le-a folosit anterior în educația ei. A descoperit betonul nou și netradițional (un amestec de ciment-mortar), pe care l-a realizat în cooperare cu Institutul de Cercetare al cimentului din Praga-Radotín.
A atras atenția publicului din Cehia, dar și a celui din în Franța. La Paris, a participat de două ori la Salon des Artistes Independants⁠(d) (2006 și 2007) ca reprezentantă a tinerilor artiști cehi. Mai târziu a avut p expoziție cu un pictor francez, Valexia. Zuzana Čížková a participat, de asemenea, la două stagii în Basel, Elveția și la Carrar Quarry în Italia. În anul 2009 a primit premiul Winton Train⁠(d) – „Inspirație din bunătate Praga – Londra” pentru lucrarea inspirată din limbajul semnelor.
Ea a creat zeci de sculpturi monumentale pentru zone publice din Cehia (de exemplu în Čížkov⁠(d), parcul Landek din Ostrava, Brandýs nad Labem, Poděbrady, Praga-Prosek și Praga- Smíchov).
Picturile și lucrările sculpturale ale Zuzanei Čížková conțin și teme de comunicare și ființe umane în armonie cu natura și credința spirituală. Ea a creat și lucrări bazate pe motive ale limbajului semnelor. Pe baza acestor teme au fost create mai multe obiecte și mai ales picturi, ca de exemplu, seriile de lucrări Noi nu suntem roboți, Electrocredință, Peisajul romantic al secolului XXI și Orizonturi de evenimente.
În ultimii ani, artista a pictat mai ales cu ulei și acrilic pe pânze în straturi stil impasto în culori foarte strălucitoare, chiar și stridente. Picturile ei oferă astfel privitorului sentimente de energie și determinare, dar și oportunitatea de a reflecta la realitate și de a contempla.

## Monumente publice (selecție)
- Fildeș de mamut, în parcul Landek din Ostrava, piatră (2006)
- Amanta împăratului Rudolf al II-lea în Brandýs nad Labem, beton (2006)
- Trei madone la Praga -Prosek, marmură, gresie, granit (2010)
- Sculptură în limbajul semnelor „Viața este frumoasă, fiți fericiți și iubiți-vă unii pe alții” – în Praga-Smíchov, beton (2011)
- Monumentul Sfintei Agnes ade Boemia în Poděbrady, gresie artificială (2012)
- Monumentul pictorului ceh Ludvík Kuba⁠(d) din Poděbrady, beton (2013)

## Galerie de imagini

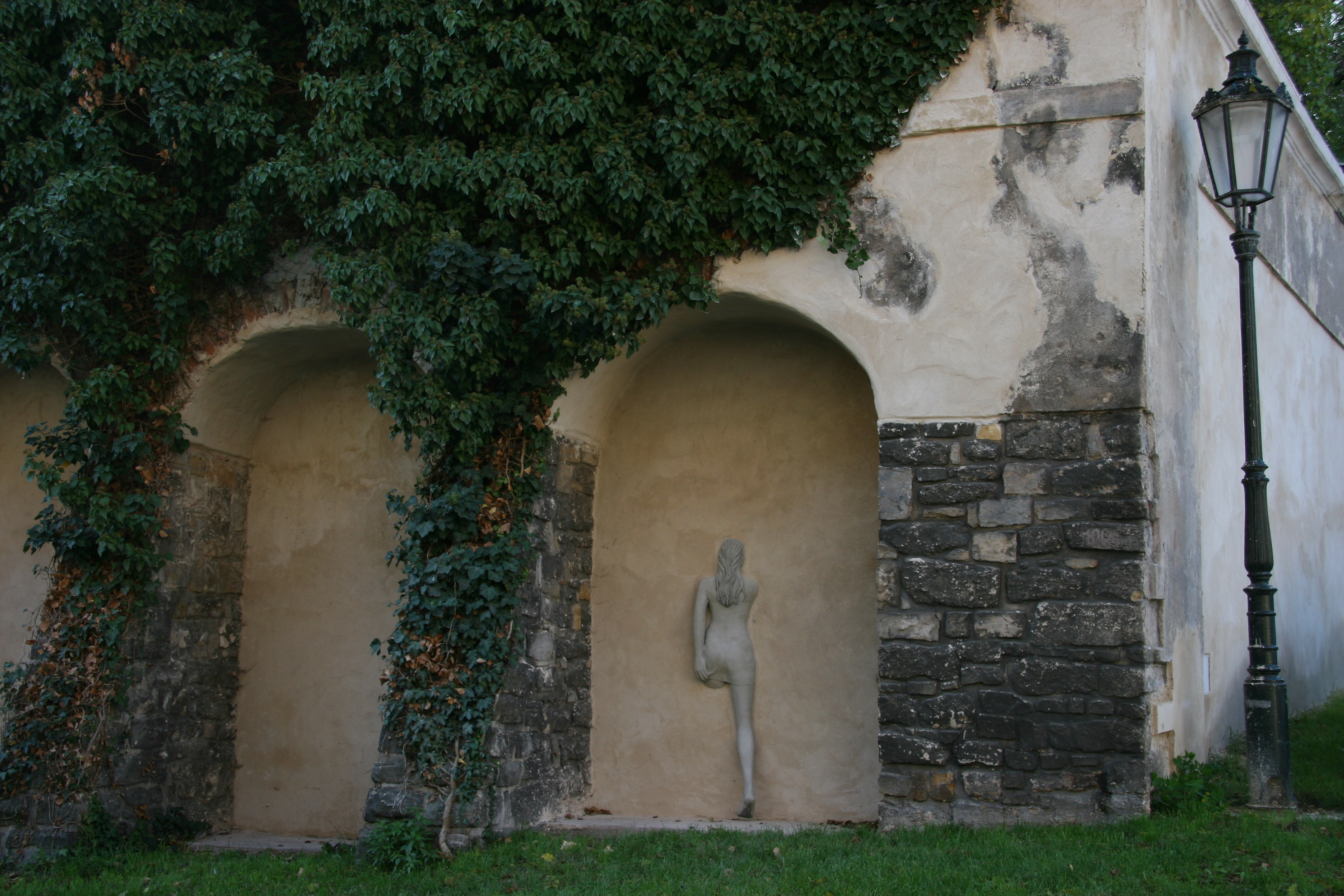
Amanta împăratului Rudolf al II-lea – beton, Brandýs nad Labem (2006)
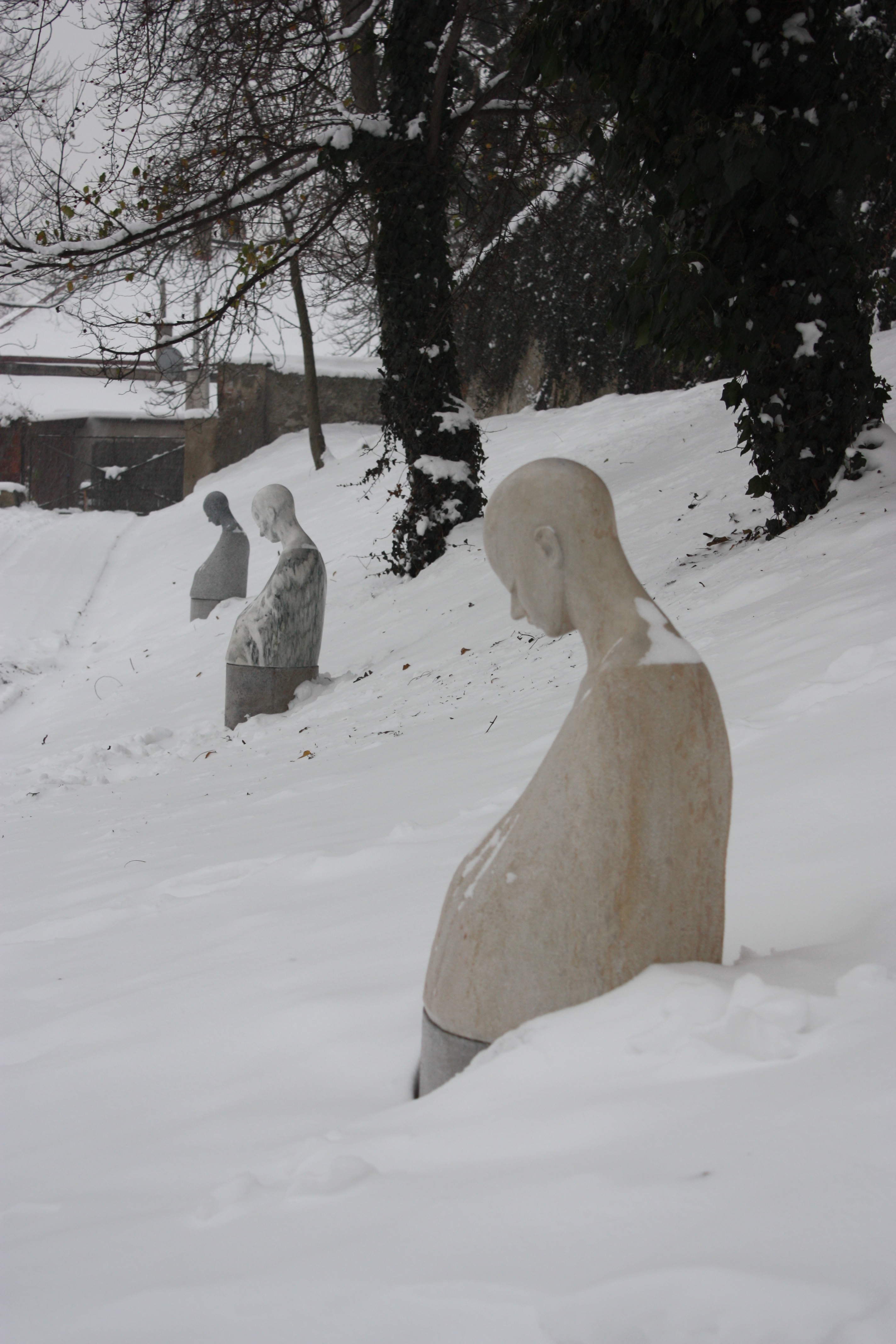
Trei madone, Praga-Prosek (2010)
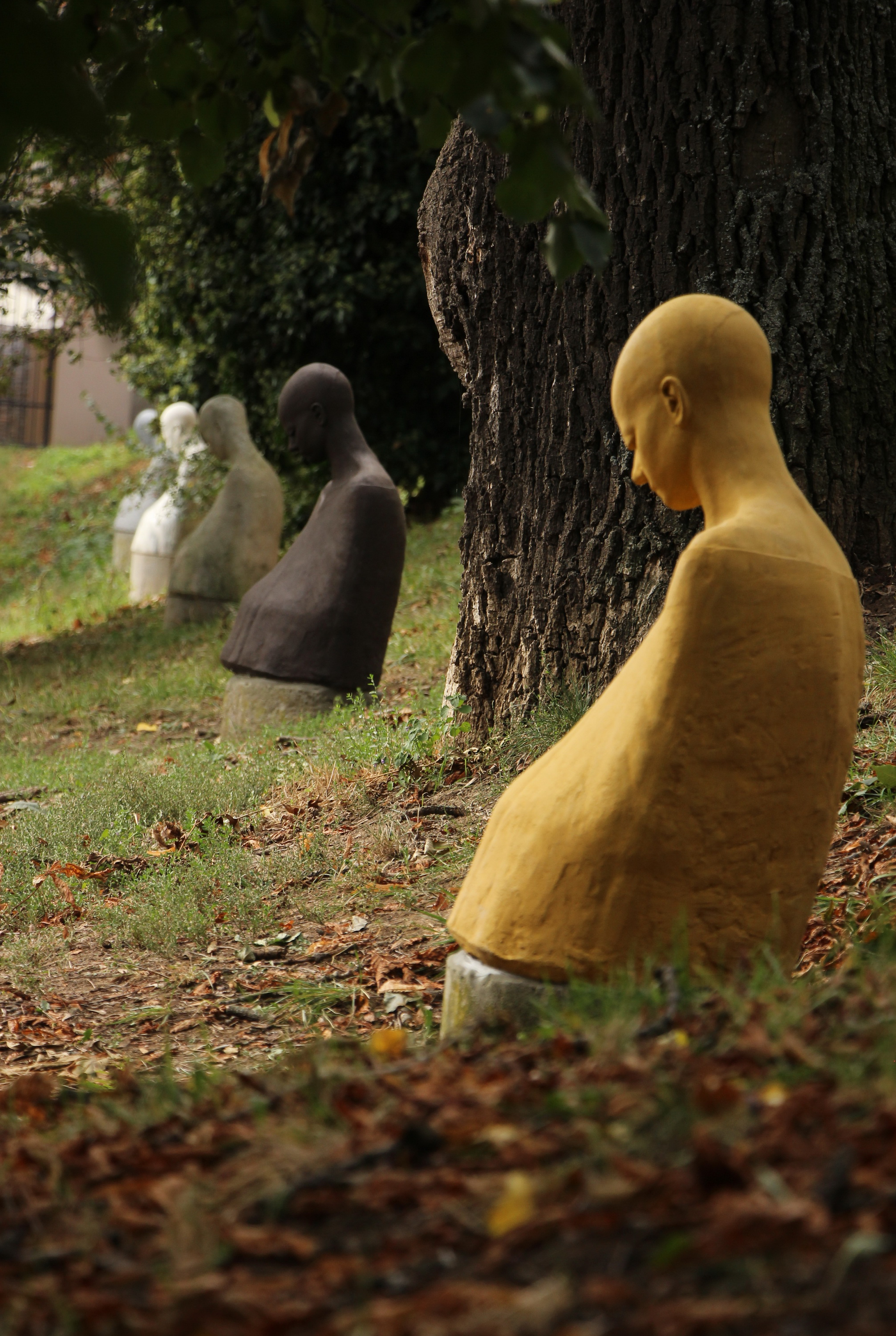
Secretul madonei, Praga-Prosek (2024)
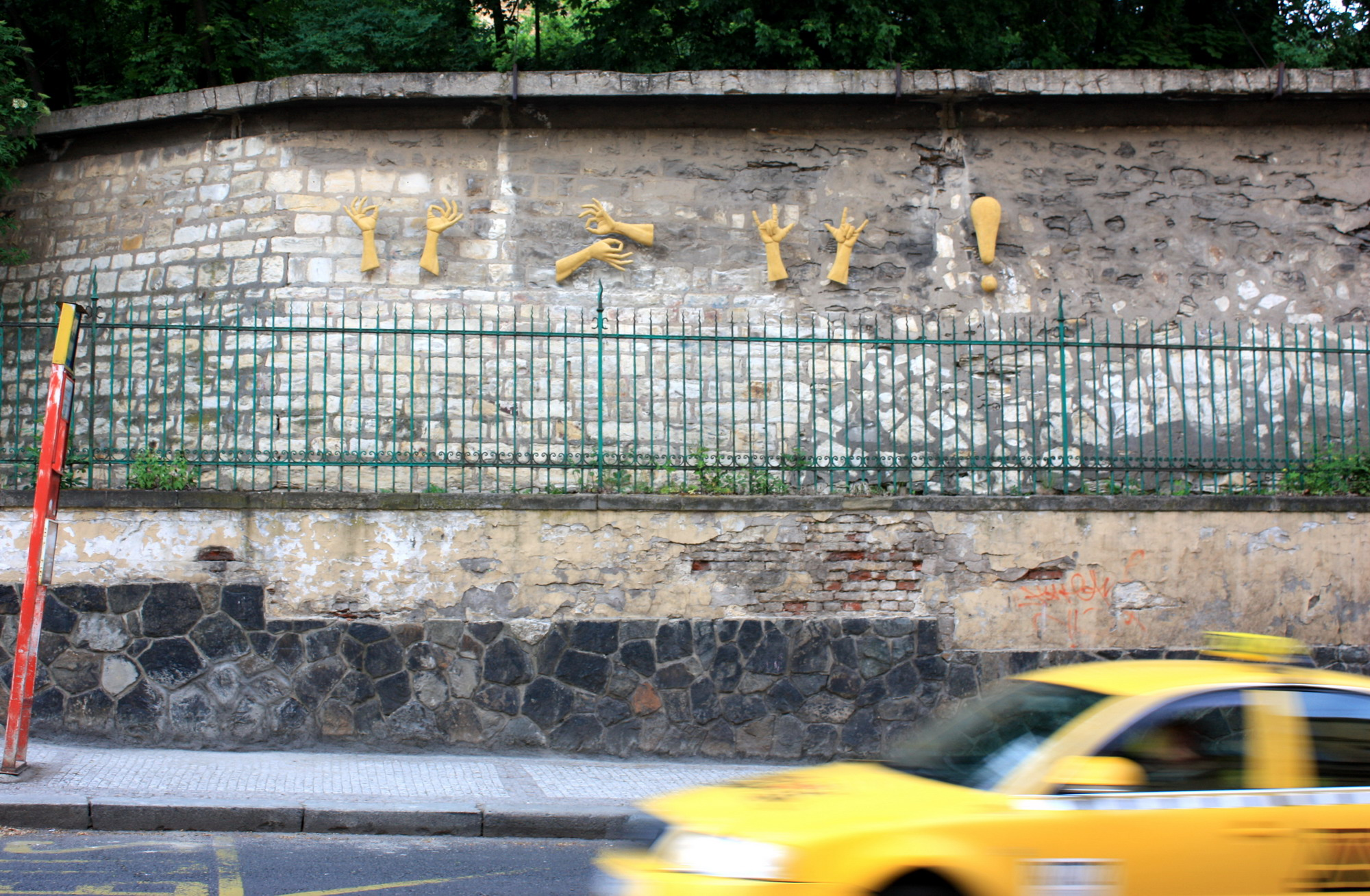
Limbajul semnelor - beton, Praga- Smíchov (2011)
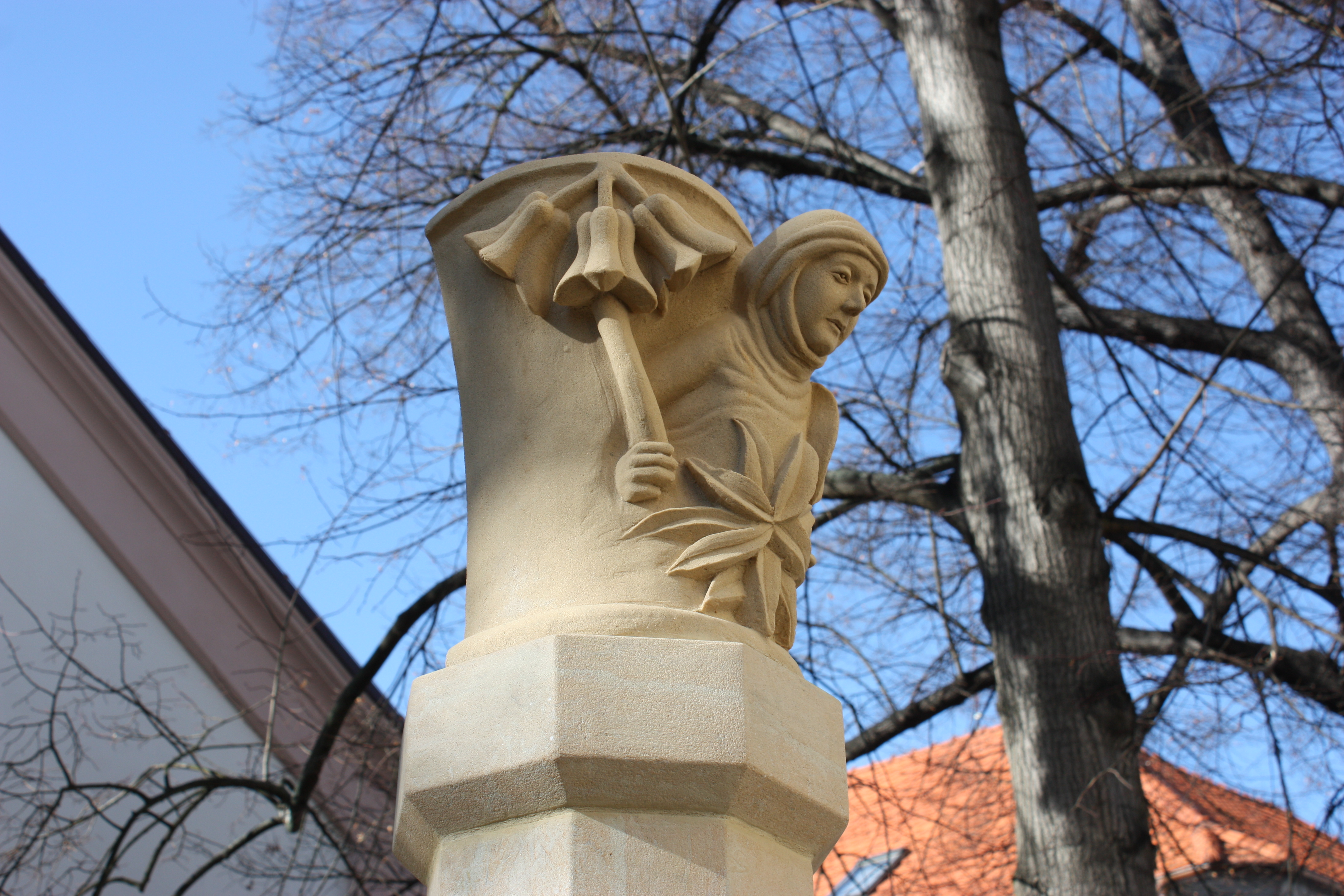
Monumentul Sfintei Agnes a Boemiei din Poděbrady (2012)
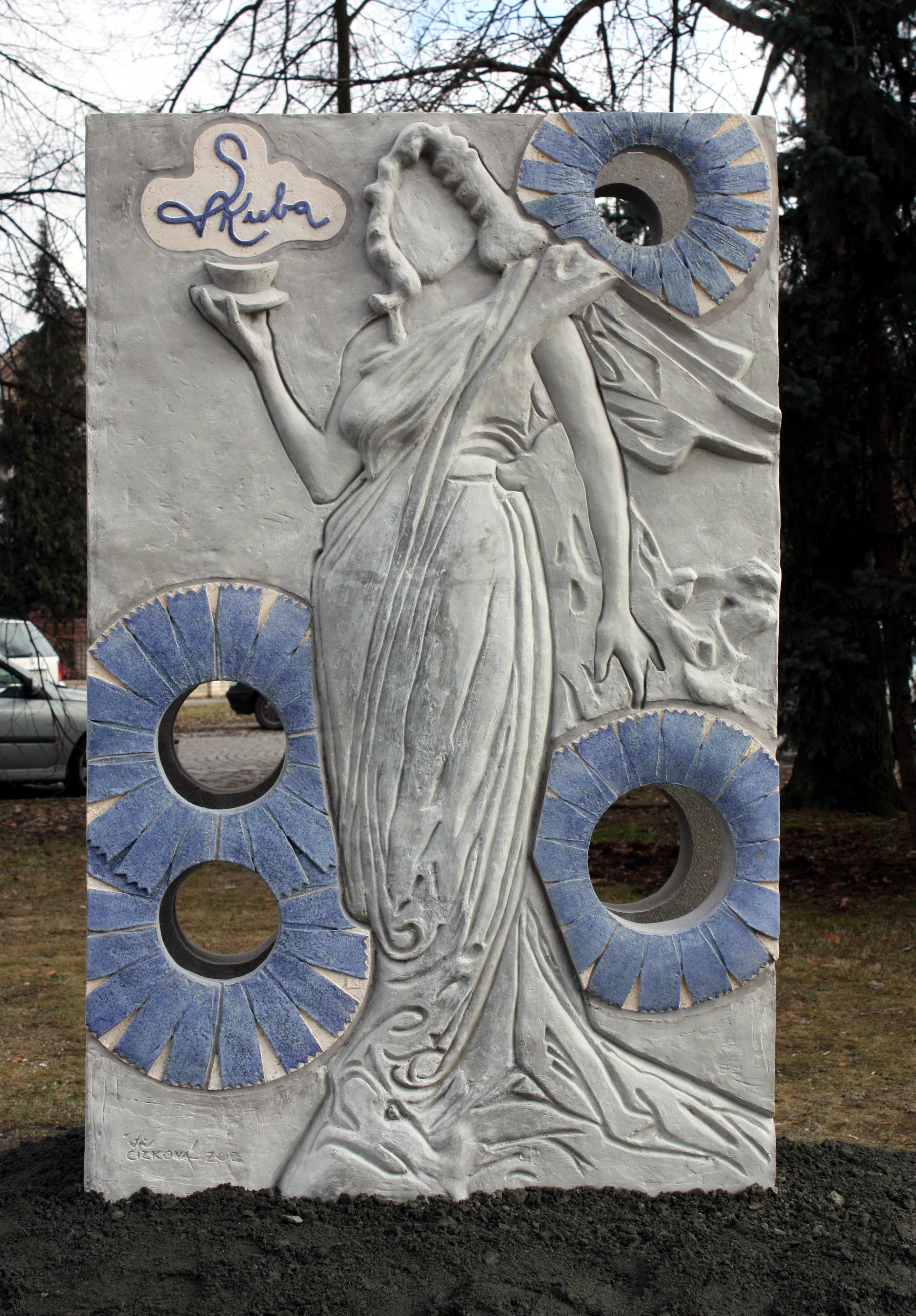
Monument bazat pe motive ale pictorului ceh Ludvík Kuba⁠(d) din Poděbrady (2013)
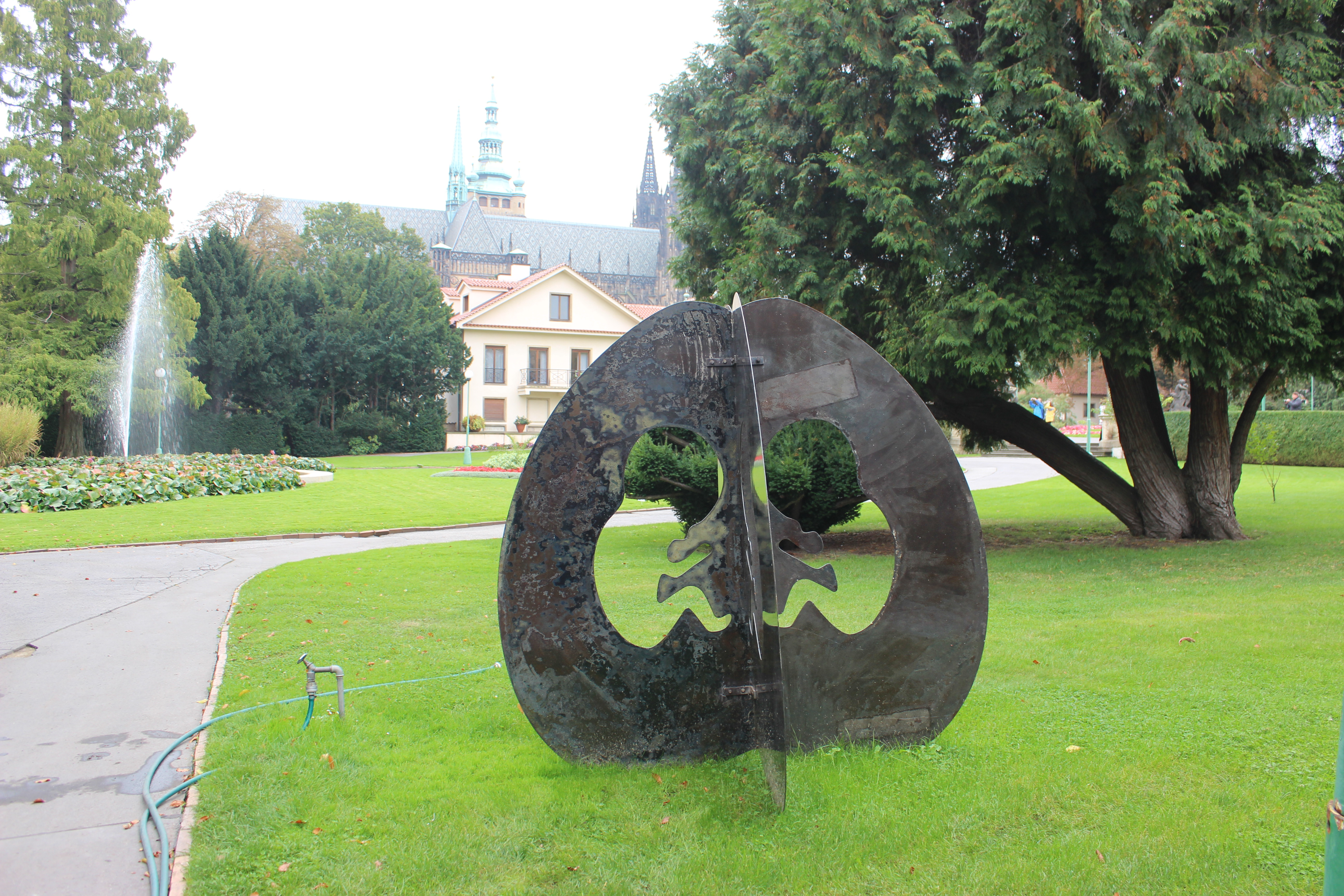
Nașterea Domnului - sculptură instalată la Castelul Praga în 2016.